# Piotr Skowyrski
Piotr Skowyrski, ps. „izak” (ur. 2 grudnia 1987 w Warszawie) – polski komentator e-sportowy, youtuber oraz streamer. W przeszłości zawodnik drużyny Team VEGA i iNET koxXx w grach Counter-Strike: Source i Counter-Strike: Global Offensive. Właściciel Izako Boars oraz portalu informacyjnego IzakTV.

## Kariera
Pierwsze kroki w komentowaniu rozgrywek e-sportowych stawiał komentując mecze w Counter-Strike: Source. W 2011 roku należał do jednej z czołowych drużyn Counter-Strike: Source w Polsce, Team VEGA. Wraz z premierą nowej odsłony Counter-Strike’a, Global Offensive, dołączył do iNET koxXx.
W czerwcu 2013 roku podjął decyzję o zakończeniu kariery zawodowego gracza i skupieniu się na relacjach na żywo. Pomimo faktu, że w tamtym okresie brakowało polskiego zawodowego komentatora zyskującego wówczas na popularności Counter-Strike’a, to początki w streamowaniu były dla Skowyrskiego trudne. Przełomem stała się jego wygrana w programie Ja, Rock organizowanym przez youtubera, Remigiusza „Rocka” Maciaszka. Po dołączeniu do programu liczba widzów Izaka wzrosła ponad dwukrotnie.
Przez kolejne lata Skowyrski komentował wiele dużych turniejów w Counter-Strike: Global Offensive, m.in. Copenhagen Games 2014 i GeForce Cup 2017, a w późniejszym czasie – dzięki zaproszeniom lub odpowiednim licencjom – także największych międzynarodowych turniejów rangi major, tj. PGL Major: Kraków 2017 i Faceit Major: Londyn 2018.

Twórczość Izaka na YouTube oraz Twitchu odbiła się pozytywnie na popularności Counter-Strike’a: Global Offensive oraz sceny e-sportowej w Polsce. Największym zainteresowaniem w Internecie cieszyły się filmy, w których streamer otwierał kupowane w grze skrzynki zawierające losowe, wirtualne przedmioty do gry.
Na zaproszenie Telewizji Polskiej zadebiutował jako komentator piłki nożnej podczas towarzyskiego spotkania Polska – Holandia, rozegranego przed Euro 2016, które skomentował z Maciejem Iwańskim. Izak komentował później również wszystkie mecze Polaków rozegrane w fazie grupowej tych mistrzostw Europy. W 2018 roku ponownie został komentatorem TVP podczas mundialu w Rosji.
Wraz z Patrykiem „Rojem” Rojewskim oraz Remigiuszem „Rockiem” Maciaszkiem, Izak brał także udział w tworzeniu polskiego dubbingu do gry Battlefield 1.
W 2021 roku, razem z m.in. Karolem Paciorkiem i Martinem Stankiewiczem, wziął udział w kampanii społecznej banku ING „Porozmawiajmy o pieniądzach”.
W lutym 2022 roku, podczas gali typu freak fight, od federacji High League, skomentował po raz pierwszy pojedynek e-sportowca Jarosława „pashyBiceps” Jarząbkowskiego. Do mikrofonu w walkach MMA powrócił jeszcze w grudniu 2022 tego samego roku

## Osiągnięcia

### Counter-Strike: Global Offensive
- ESL Pro Series Poland 5 – 9. miejsce (iNET koxXx)[21]
- Asus ROG Join The Republic Challenge – 1. miejsce[22]
- Stream.me Gauntlet – CIS vs EU #12 – 2. miejsce (Izako Boars)[23]
- Polska Liga Esportowa, sezon 2 – 9. miejsce (iNET koxXx)[24]
- Asus ROG Join The Republic Challenge 2018 – 2. miejsce[25]
- Asus ROG Join The Republic Challenge 2019 – 1. miejsce[26]